# Lecanora flavopallida
Lecanora flavopallida är en lavart som beskrevs av Stirt. Lecanora flavopallida ingår i släktet Lecanora och familjen Lecanoraceae.   Inga underarter finns listade i Catalogue of Life.